# Dave Hildinger
David Sprague Hildinger (Ann Arbor, 19 november 1928 – 29 maart 2020) was een Amerikaanse jazzpianist, -vibrafonist, -percussionist en -arrangeur, orkestleider en filmcomponist.

## Biografie
Hildinger studeerde tot 1951 aan de University of Michigan. Tijdens zijn diensttijd leidde hij tijdens de Koreaanse Oorlog de 8th Army Dance Band. Hij studeerde daarna aan de Manhattan School of Music en speelde in het Sauter-Finegan Orchestra. Hij werkte bij Charlie Ventura (opnames in 1977) en Louis Prima. Eddie Sauter nam Hildinger in 1957 als percussionist, pianist en arrangeur mee naar Baden-Baden voor het SWF-dansorkest. In 1960 deed hij als vibrafonist mee aan Cool Velvet and Strings van Stan Getz. Vanaf dat jaar werkte hij voor Erwin Lehn. Hij schreef muziek voor tv-films en -series, zoals Fernfahrer. Hij leidde drie jaar het RIAS Tanzorchester (1967-1969), daarna keerde hij terug naar Amerika. Hij doceerde aan de University of Ottawa en speelde in de lokale jazzscene.
David S. Hildinger overleed in 2020 op 91-jarige leeftijd.

## Filmografie

### Televisiefilms
- 1959: Konto ausgeglichen
- 1960: Die Dame in der schwarzen Robe
- 1962: Die Kollektion
- 1963: Detective Story
- 1963: Die Jagd nach Helena
- 1964: Umbruch
- 1964: Flug in Gefahr
- 1965: Party im Zwielicht
- 1966: Wir machen Musik
- 1967: Bratkartoffeln inbegriffen

### Televisieseries
- 1963: Schwäbische Geschichten
- 1963: Fernfahrer (1963 - 1967)
- 1969: Des Broadways liebstes King (miniserie)